# Kea-Nunatakker
Die Kea-Nunatakker sind eine 2,5 km lange Reihe Nunatakker auf der antarktischen Ross-Insel. Sie ragen in nordwest-südöstlicher Ausrichtung 1,9 km südöstlich des Gipfels von Mount Bird auf.
Das New Zealand Geographic Board benannte sie im Jahr 2000 nach dem Kea, dem neuseeländischen Bergpapagei.